# Villa Lebbink
Villa Lebbink is een gebouw aan de Apollolaan 166 te Amsterdam-Zuid.
Het gebouw met aangebouwde garage en gemetselde tuinmuur is ontworpen door architect Jo Mulder. Hij heeft voor Amsterdam-Noord rijtjeshuizen ontworpen voor de arbeiders uit de haven. In de Apollobuurt leverde hij het ontwerp voor de woning van valutamakelaar Christiaan Lebbink (overleden in 1942 te Huizen); hij woonde er ongeveer tien jaar. Het gebouw werd gerealiseerd in de Amsterdamse Schoolstijl met lage daklijn en hoge gevels. Voorts zijn variaties aangebracht in het plaatsen van baksteen, zo zijn aan de dakrand stukken gemetseld baksteen in een hoek van 45 graden geplaatst; hoog in de gevel in visgraatmotief. Het gebouw lag bij oplevering nog in landelijk Amsterdam. Rondom de villa verrezen soortgelijke gebouwen, terwijl aan de overzijde woonblokken werden geprojecteerd. Apollolaan 166 is echter niet alleen bekend vanwege de architectuur. Lebbink liet als kunstliefhebber ook het interieur artistiek inrichten. 

## Afbeeldingen
Opvallend aan het gebouw zijn:

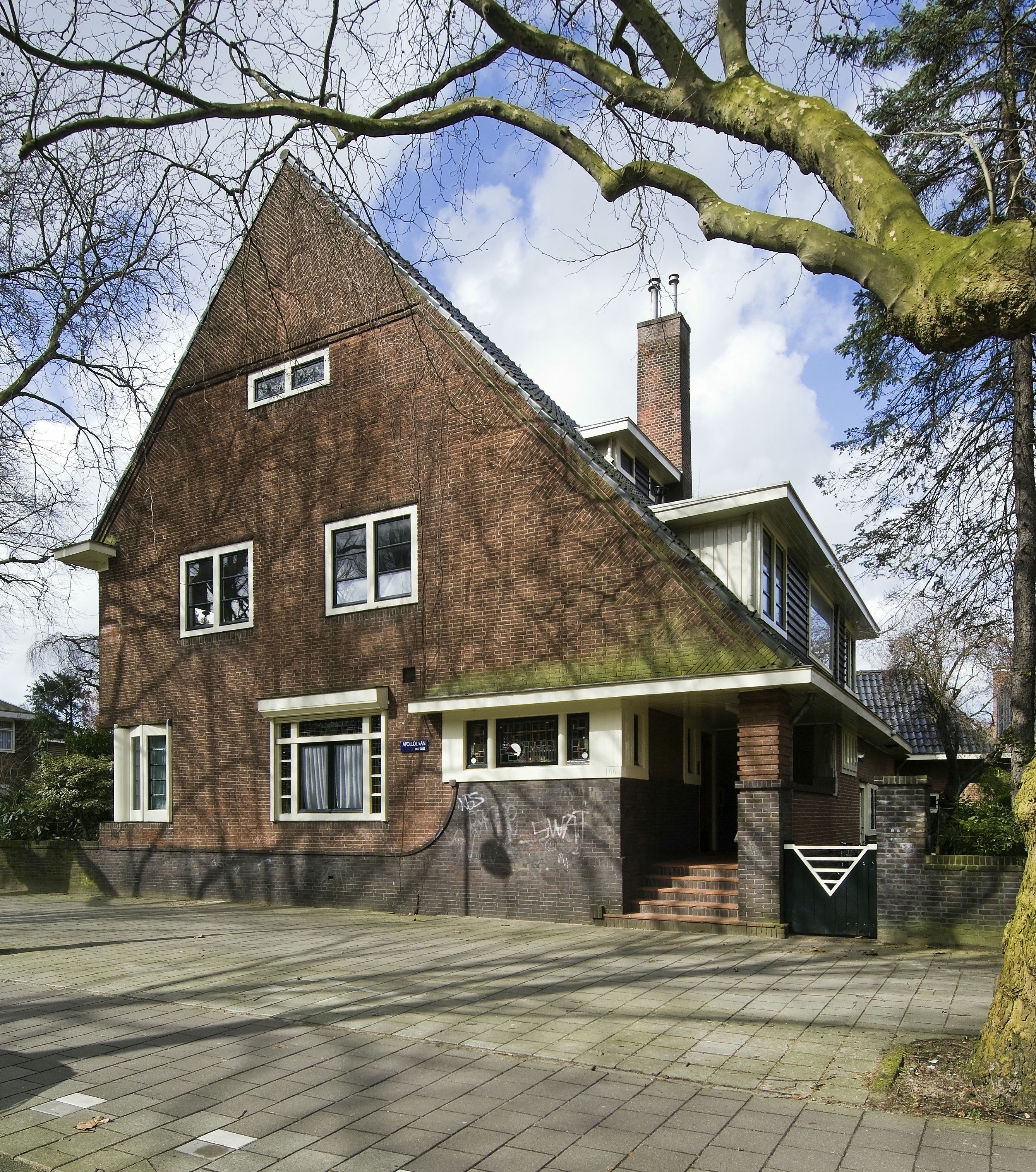
Asymmetrische bouw
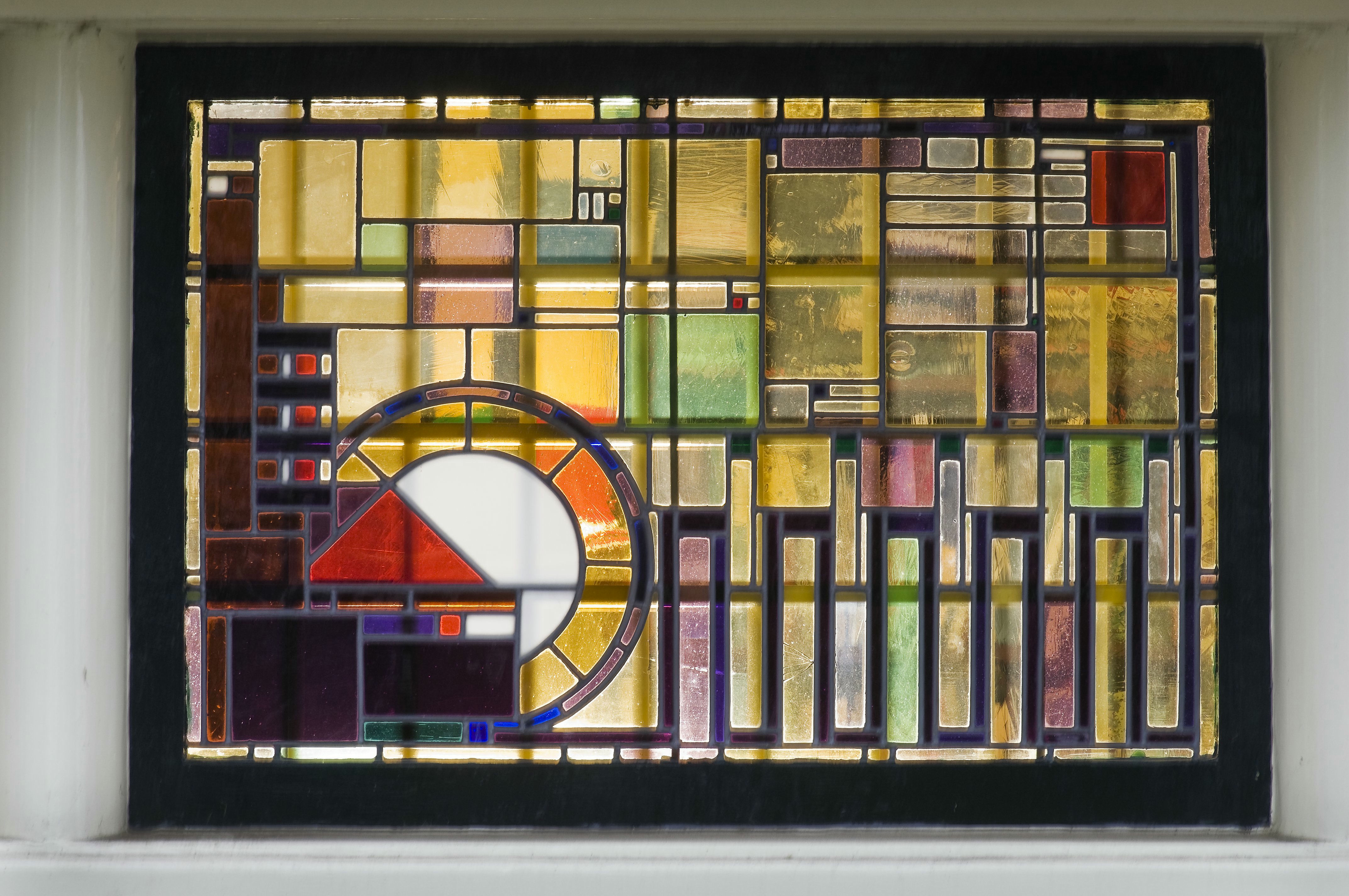
Kleurrijk glas-in-loodraam, dat tevens een diversiteit aan stijlen laat zien
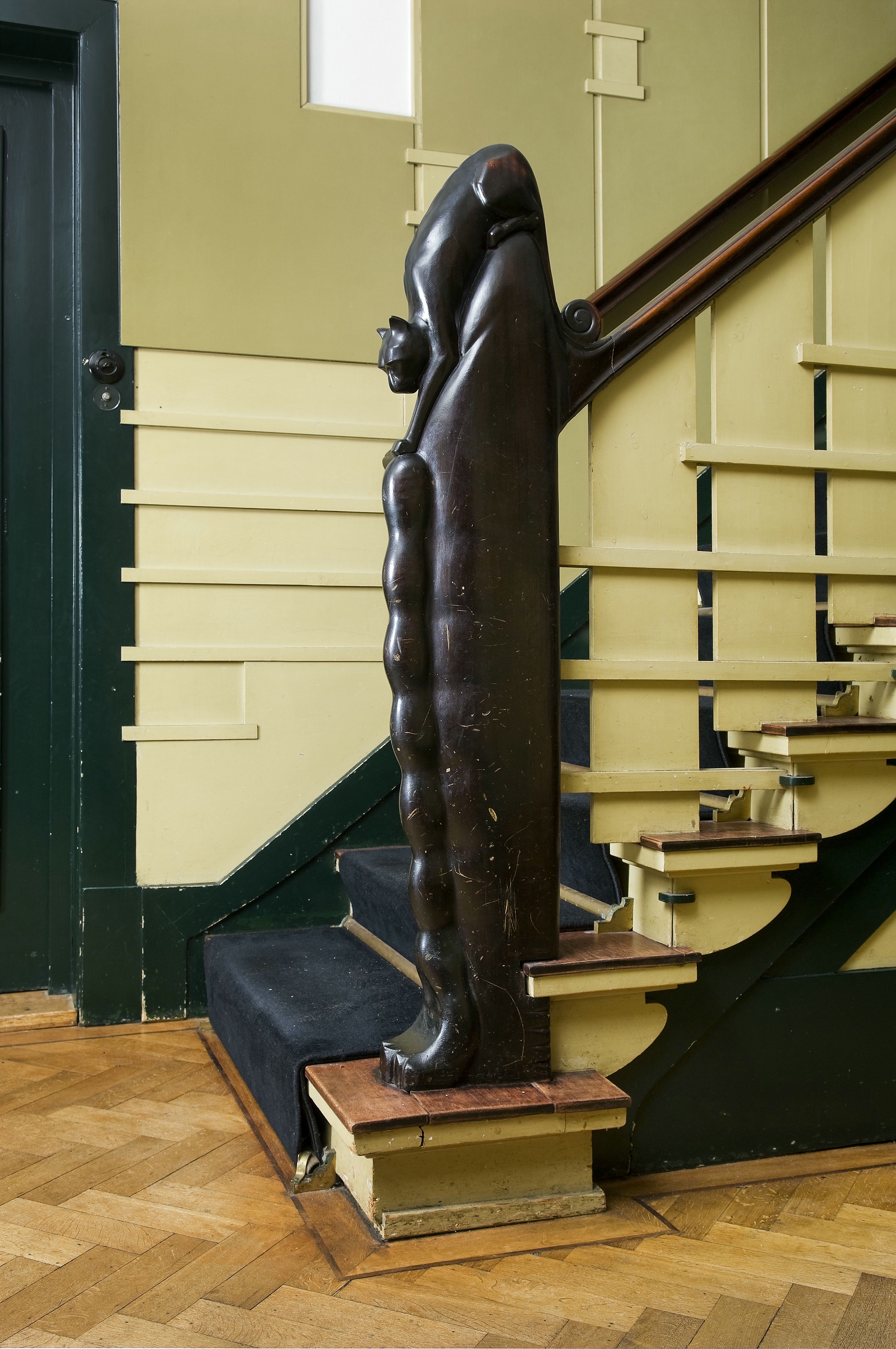
Kat aan het eind van de trapleuning, die kat was ooit te zien als boekomslag van het blad Amsterdamse Interieurs
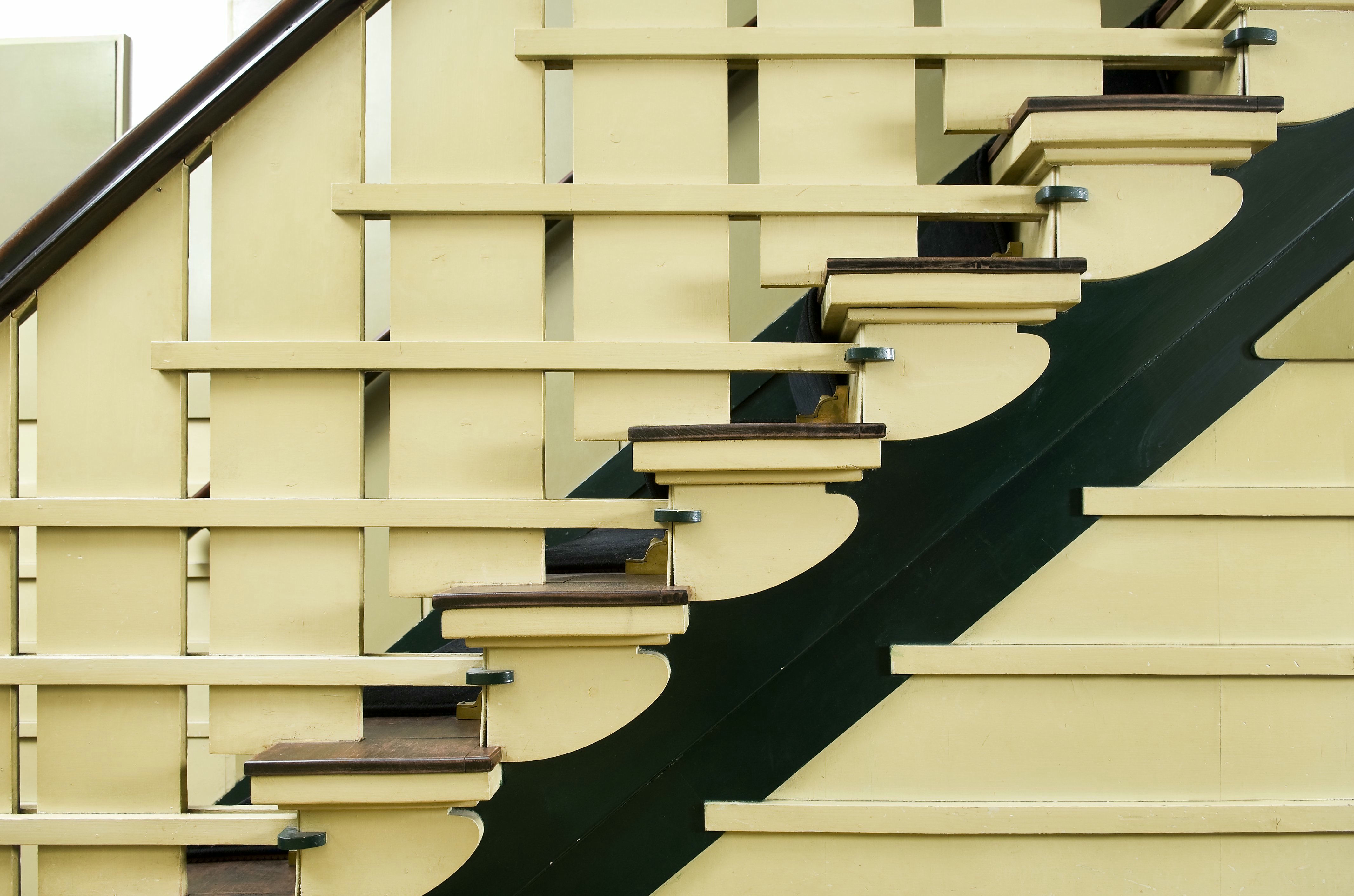
De geel-zwarte trap zelf
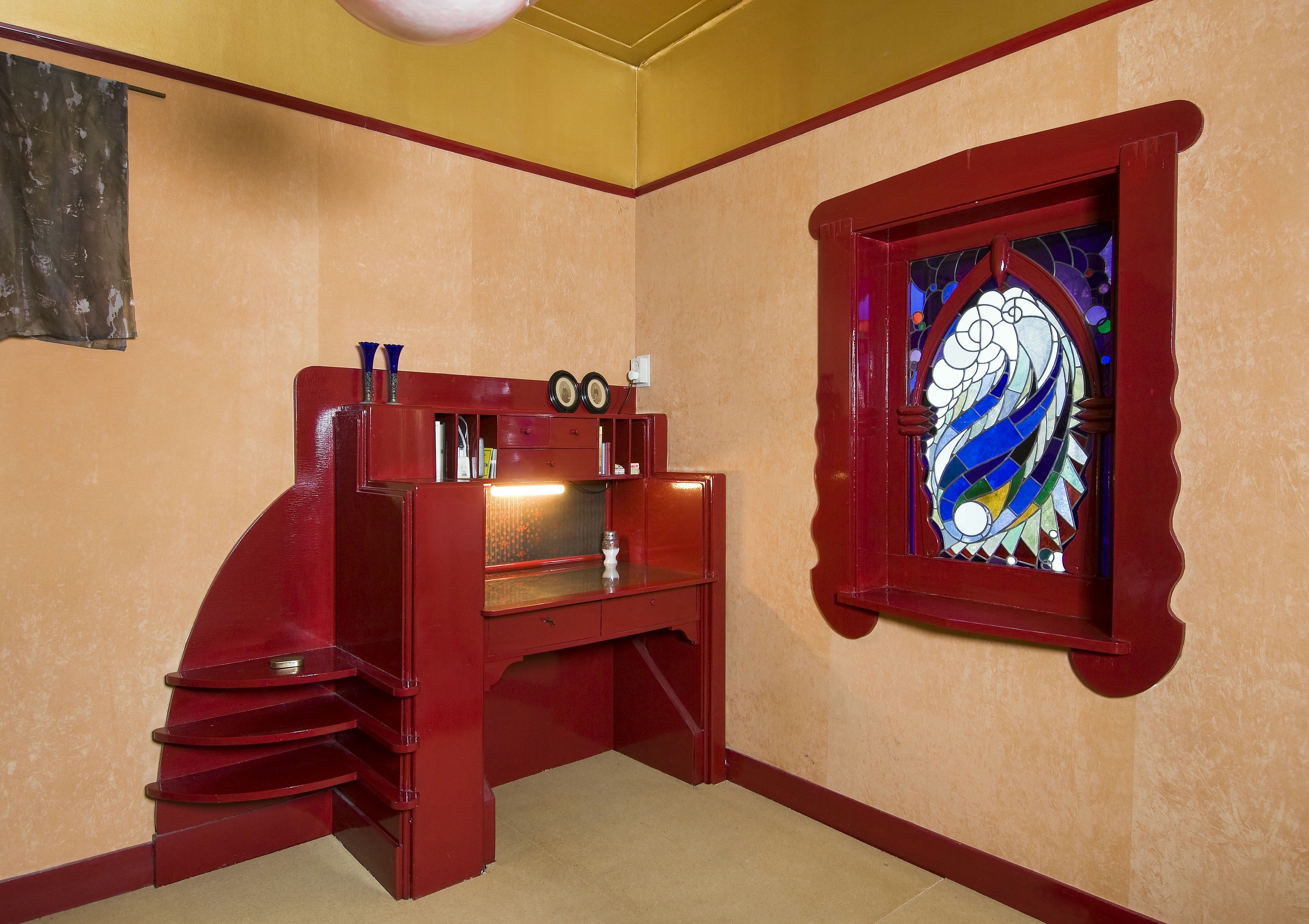
Inrichting van de eerste etage

## Opmerkingen
De woning was in 2016 tijdens de open monumentendagen te bezichtigen. In het pand woonden toen onder meer architect Kees Spanjer met zijn vrouw danseres/choreografe Beppie Blankert. Aan de achterzijde staan soortgelijke villa’s op het Albert Hahnplantsoen 21 en Albert Hahnplantsoen 25.